# Natalia LL
Pour les articles homonymes, voir LL.
Natalia LL, de son nom complet Natalia Lach-Lachowicz, née le 18 avril 1937 à Zabłocie, près de Żywiec, en Pologne et morte le 12 août 2022, est une artiste contemporaine polonaise, figure pionnière de l'art féministe dans son pays.  
Ses œuvres s'inscrivent dans les courants de l'art conceptuel, du body art et de l'art féministe. 

## Biographie

### Carrière
Natalia LL fait ses études à l'académie des beaux-arts de Wroclaw de 1957 à 1963.   
Elle est membre de l'Association of Polish Art Photographers depuis 1964 et aussi cofondatrice, en 1970, du groupe artistique et de la galerie PERMAFO.  
Elle débute en tant que peintre, puis se tourne rapidement, dans les années 1970, vers la performance, le cinéma expérimental et la photographie.  
S’intéressant d'abord à l'esthétique de l'érotisme, elle évolue ensuite vers des notions plus conceptuelles. Ainsi, la série Consumer Art (1972-1975) constitue une critique acerbe du statut des femmes dans la pornographie.
Elle vivait et travaillait à Wrocław. 

### Controverse
Le 27 avril 2019, une installation vidéo de la série Consumer Art montrant l'artiste en train de manger une banane de manière suggestive, est supprimée de l'exposition L'art de la consommation au musée national de Varsovie. Selon son directeur récemment nommé, Jerzy Miziołek, ce serait le ministère de la Culture qui lui aurait ordonné le retrait. Il déclare aussi que son musée « n'est pas un bon endroit pour traiter de questions relatives au "genre". »
L'ancien directeur adjoint du musée et commissaire de l'exposition à la galerie d'art des XXe et XXIe siècles, Piotr Rypson qualifie quant à lui cette action de censure cruelle. La décision du gouvernement a très mal été reçue, au point que des milliers d’internautes ont publié des selfies d'eux en train de manger des bananes en soutien à Natalia LL et contre la censure artistique. Le 5 mai 2019, le musée fait marche arrière et l'œuvre retrouve sa place originelle dans l'exposition.

## Distinctions
- Médaille d'argent du Mérite culturel polonais Gloria Artis (mai 2007)[10]
- Ordre du Mérite de Katarzyna Kobro (janvier 2013)
- Prix d'art Rosa Schapire (2018)

## Expositions

### Expositions personnelles
- Natalia LL – Opus Magnum, Ernst Muzeum, Budapest, du 19 janvier au 18 mars 2012
- Natalia LL. Sum ergo sum, Retrospektyva, Mykolas Zilinskas Art Gallery, Kaunas, du 16 mars au 22 avril 2018
- Natalia LL. The Mysterious World, Francisco Carolinum, Linz, du 14 avril au 26 septembre 2021

### Expositions collectives
Les œuvres de Natalia LL ont été exposées pendant plusieurs expositions collectives d'art en Pologne et à l'étranger, notamment durant la IXe Biennale de Paris en 1975 et la XVe Biennale de São Paulo en 1979.
Mais aussi dans :
- Erotik in der Kunst, Kunstverein München en 1982
- La Photographie polonaise à Paris en 1982
- Europa-Europa à Bonn en 1994
- Natalia LL, Jardins de personnalités à Varsovie en 1998

## Galerie

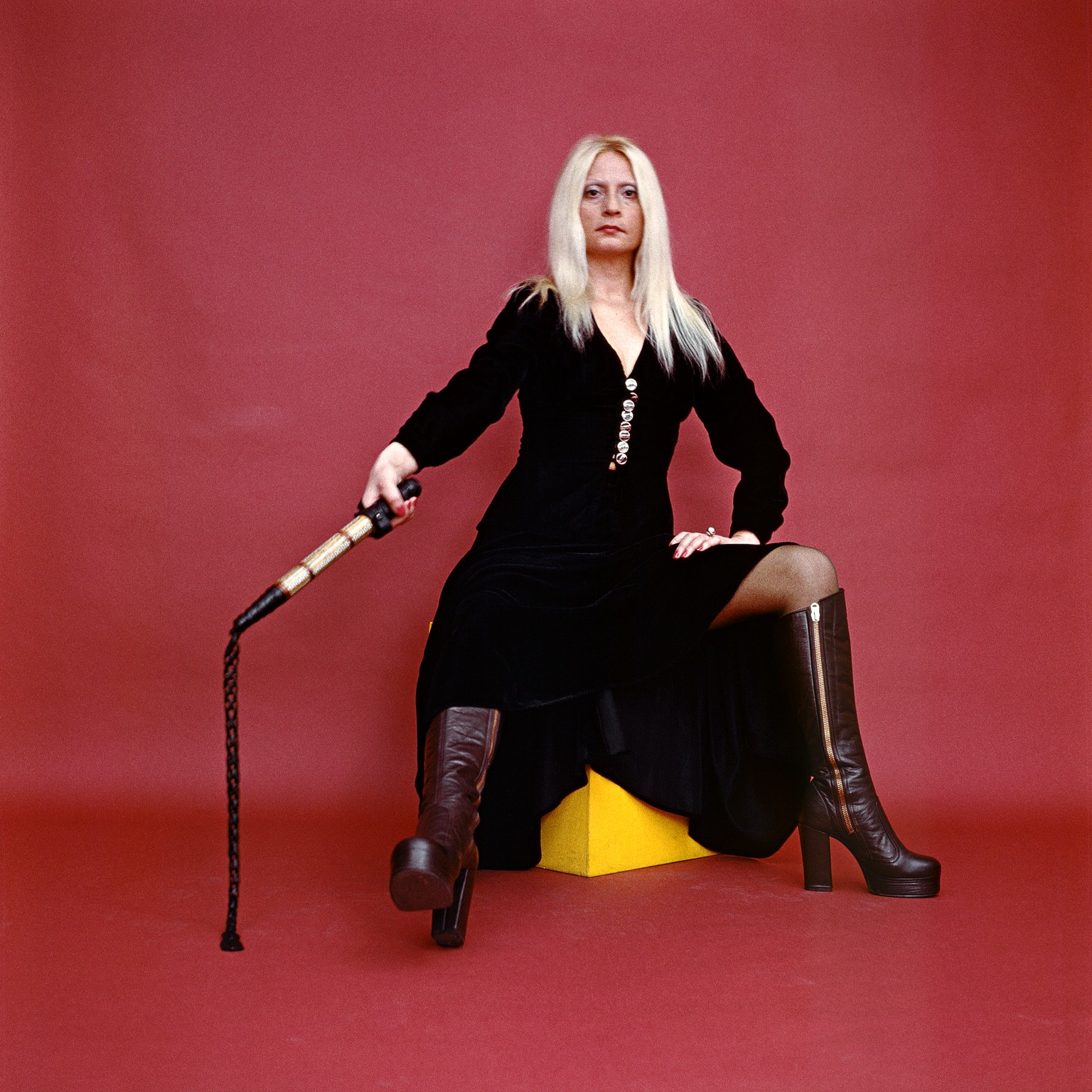
Natalia LL, La terreur veloutée, 1970.
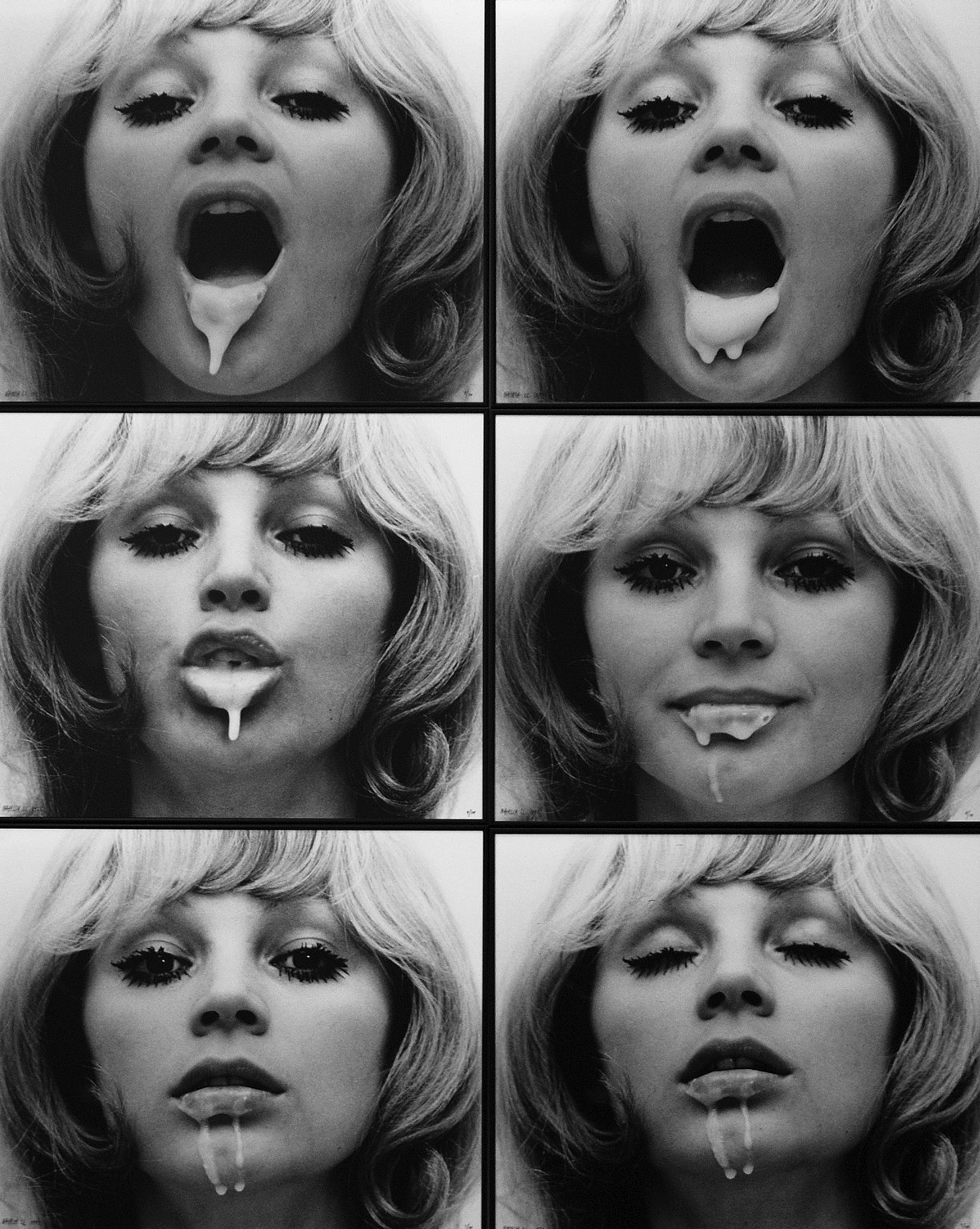
Natalia LL, L’art post-consommation, 1975.
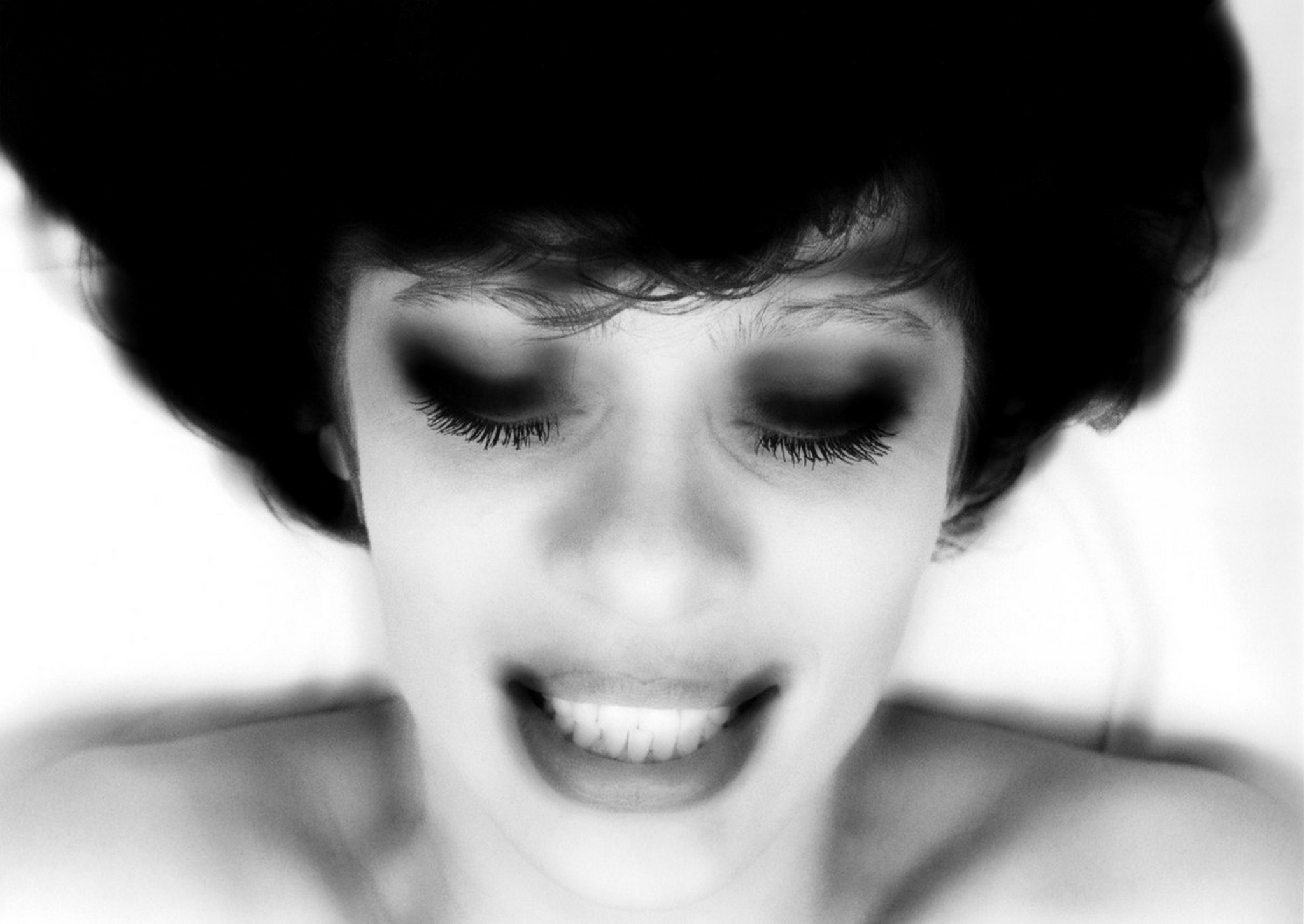
Natalia LL, Rêver, 1978.
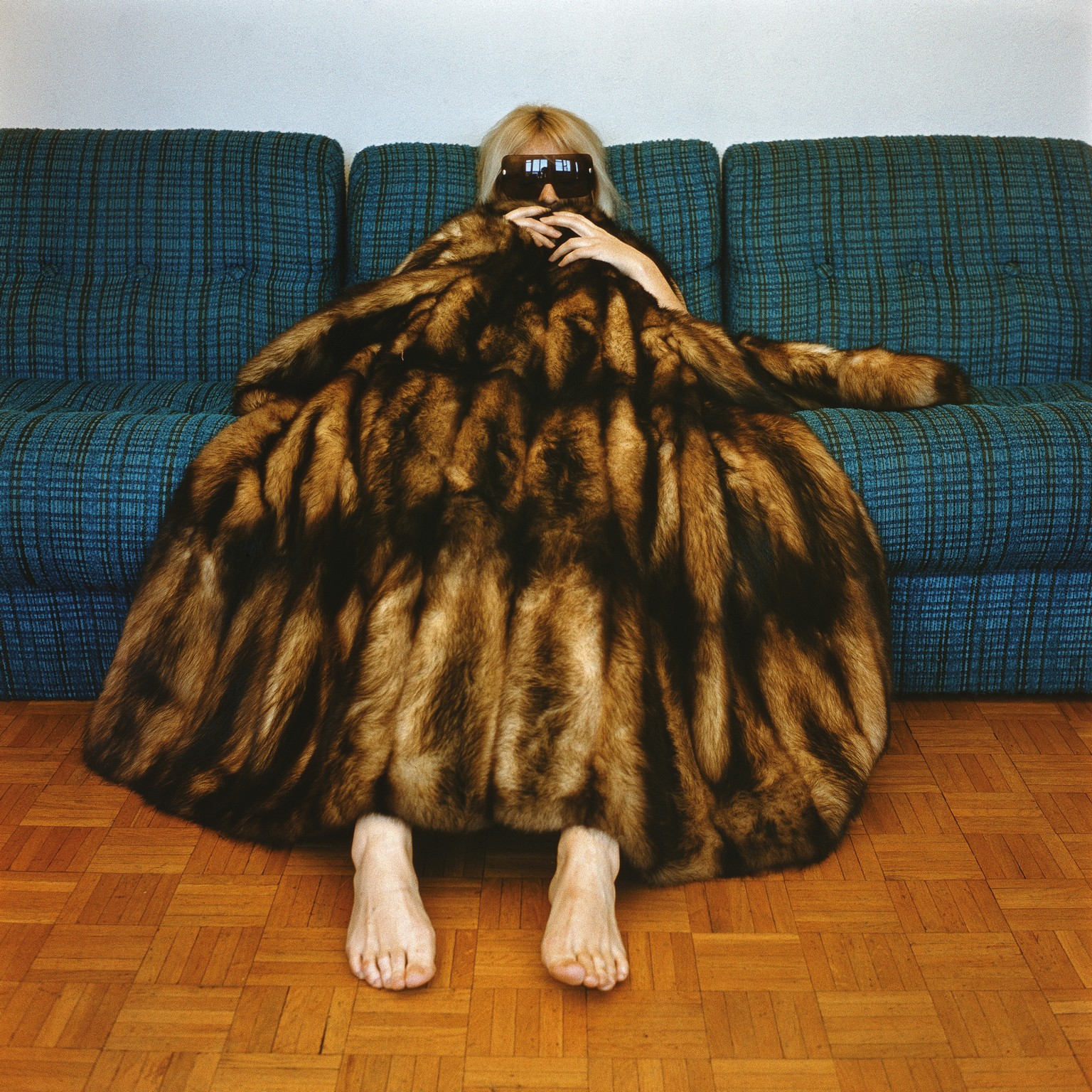
Art d’animal, 1978.
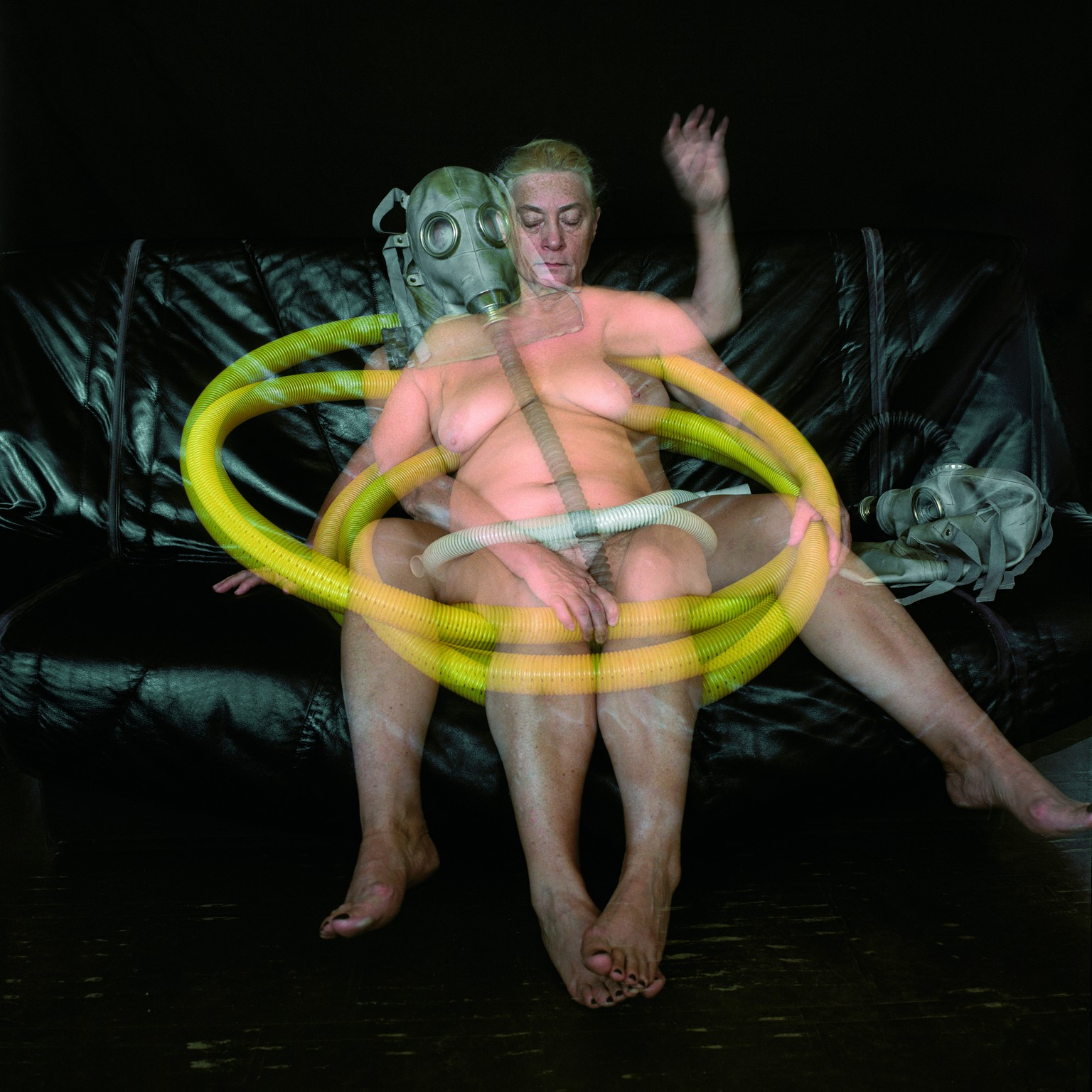
Natalia LL, L’érotisme de l’effroi, 2004.

## Publications
- Opera Omnia, wyd. OKiS, Wrocław, 2009  (ISBN 978-84-87104-84-8)
- Natalia LL. Sum ergo sum, Toruń, 2017  (ISBN 9788362881925)